# 科林斯 (阿肯色州霍華德縣)
科林斯（英語：Corinth）是位於美國阿肯色州霍華德縣的一個非建制地區。該地的面積和人口皆未知。

## 地理
科林斯的座標為34°02′34″N 93°50′29″W / 34.04278°N 93.84139°W，而該地的平均海拔高度為200米（即256英尺）。